# Mallotus pachypodus
Mallotus pachypodus är en törelväxtart som beskrevs av Ferdinand Albin Pax och Käthe Hoffmann. Mallotus pachypodus ingår i släktet Mallotus och familjen törelväxter. Inga underarter finns listade i Catalogue of Life.